# 咆哮40度

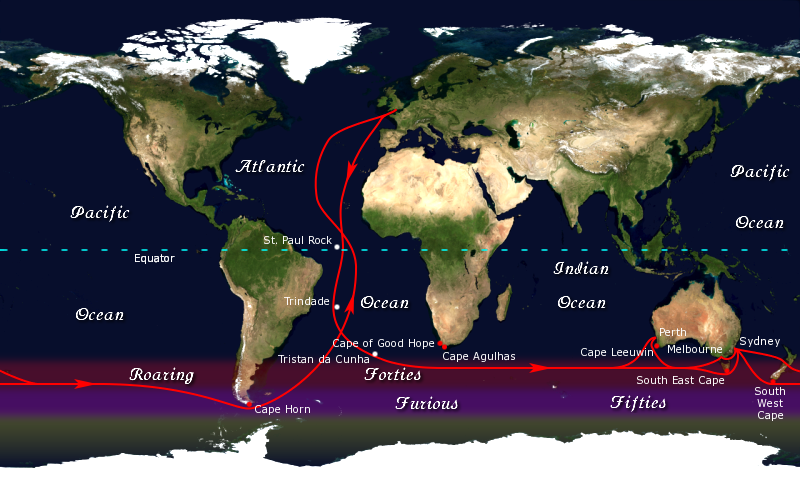
高速帆船航路（利用南緯40度強風的航路圖）

咆哮40度（英語：Roaring Forties），又稱咆嘯40度或咆哮西风带，是水手對南緯40度到50度間海域的俗稱，咆哮40度吹著西風，風在陸地範圍較小南半球較強，其中又以印度洋南部最強。
咆哮40度的風在稱為高速帆船航路（Clipper Route）的航路上佔有重要角色，是1610年時荷蘭的航海家亨德里克·布勞沃發現，利用這邊的風，可以在印度洋高速往東前進到爪哇岛（荷屬東印度公司）。